# Bagliettoa steineri
Bagliettoa steineri är en lavart som först beskrevs av Kušan, och fick sitt nu gällande namn av Vezda. Bagliettoa steineri ingår i släktet Bagliettoa och familjen Verrucariaceae.  Arten är reproducerande i Sverige. Inga underarter finns listade i Catalogue of Life.